# Cabécou
Cabécou is een Franse geitenkaas uit de streken Périgord, Quercy en Rouergue in de regio Occitanie. Cabécou betekent klein geitje in het Occitaans
Doordat het kaasje klein is, rijpt het snel. De rijpingstijd ligt ergens tussen de 10 en de 30 dagen. Na 10 dagen is de kaas mild, na 30 dagen is deze scherp en droog.
De kaas heeft sinds 1996 een AOC keurmerk onder de naam Rocamadour AOC.